# Tylcus hartwegii
Tylcus hartwegii là một loài bọ cánh cứng trong họ Cerambycidae.